# Andrea Ceccarini
Andrea Ceccarini (Roma, 14 aprile 1964) è un ex nuotatore italiano.

## Carriera
È figlio del pallanuotista Lucio Ceccarini, e si è specializzato nello sprint dello stile libero e soprattutto nelle staffette, dove è arrivato in nazionale nel periodo 1980-1988 partecipando a giochi olimpici, campionati del mondo e a tre campionati europei, nel 1981, 1983 e 1985, dove ha vinto una medaglia di bronzo con la staffetta 4 x 100 m mista, nuotando con Mauro Marini, Gianni Minervini e Fabrizio Rampazzo. Ha anche stabilito un primato nei 100 m stile libero in vasca corta nel 1987

## Palmarès
questa tabella è incompleta
| Giochi olimpici             | 4 × 100 m st. libero         | 4 × 200 m st. libero           |
| 1980 Mosca Unione Sovietica | ---                          | 5º - 7'30"37 frazione: 1'54"91 |
| 1988 Seul Corea del Sud     | 8º - 3'22"93 frazione: 50"92 | ---                            |
| Campionati del mondo        | 4 × 100 m st. libero         | ---                            |
| 1982 Guayaquil Ecuador      | 5º - 3'24"10 frazione: 51"72 | ---                            |
| Campionati europei          | ---                          | 4 × 100 m mista                |
| 1985 Sofia Bulgaria         | ---                          | Bronzo: 3'46"09 :              |
| Giochi del Mediterraneo     | 4 × 100 m st. libero         | ---                            |
| 1983 Casablanca Marocco     | Oro: 3'26"53 :               | ---                            |

Campionati italiani
1 titolo individuale e 1 in staffetta, così ripartiti:
- 1 nei 50 m stile libero
- 1 nella staffetta 4 × 200 m stile libero

nd = non disputata
| Anno | Edizione    | st.libero 50m | st.libero 100m | st.libero 200m | st.libero 4×100m | st.libero 4×200m | misti 200m | mista 4×100m |
| ---- | ----------- | ------------- | -------------- | -------------- | ---------------- | ---------------- | ---------- | ------------ |
| 1978 | Estivi      | nd            | -              | -              | 3                | -                | -          | -            |
| 1979 | Primaverili | nd            | -              | -              | 2                | 2                | -          | -            |
| 1979 | Estivi      | nd            | -              | -              | -                | 1                | -          | -            |
| 1980 | Primaverili | nd            | 2              | -              | -                | 3                | -          | -            |
| 1981 | Primaverili | nd            | 3              | 3              | 3                | -                | 3          | -            |
| 1981 | Estivi      | -             | 3              | -              | -                | -                | -          | -            |
| 1982 | Primaverili | nd            | -              | 3              | -                | -                | 3          | -            |
| 1982 | Estivi      | 3             | 3              | -              | -                | -                | -          | -            |
| 1983 | Primaverili | nd            | -              | 3              | -                | -                | -          | -            |
| 1983 | Estivi      | 3             | 3              | -              | -                | -                | -          | -            |
| 1984 | Primaverili | 2             | -              | -              | -                | -                | -          | 3            |
| 1984 | Estivi      | 1             | -              | -              | 3                | 3                | -          | -            |
| 1985 | Primaverili | 3             | -              | -              | -                | 3                | -          | -            |
| 1985 | Estivi      | -             | -              | -              | 3                | -                | -          | -            |
| 1986 | Estivi      | -             | 2              | -              | -                | -                | -          | -            |
| 1987 | Primaverili | 3             | 2              | -              | -                | -                | -          | -            |
| 1987 | Estivi      | 3             | -              | -              | -                | -                | -          | -            |
| 1987 | Primaverili | 2             | 2              | -              | -                | -                | -          | -            |
| 1988 | Estivi      | -             | 3              | -              | -                | -                | -          | -            |